# Välfärdsteknologi
Välfärdsteknologi är kunskapen om och användandet av teknik som kan bidra till ökad trygghet, aktivitet, delaktighet och självständighet för personer med funktionsnedsättning och deras anhöriga samt för äldre personer. Tekniken som sådan benämns välfärdsteknik där digital teknik kan vara en del av lösningen. Den kan stödja eget boende och förebygga eller komplettera vård- och omsorgsbehov. Välfärdsteknik kan vara ett komplement för att öka äldre personers delaktighet, självständighet och trygghet. 
Forskning visar att utbildning i och användning av internet och dator kan minska ensamhet bland äldre personer.
Välfärdsteknologi är ett paraplybegrepp för kunskap och användning av teknik inom följande områden:
- Hjälpmedel som efter behovsbedömning kan förskrivas av hälso- och sjukvårds personal.
- Produkter och IKT-tjänster (Informations- och Kommunikationsteknik) som finns på den öppna marknaden som underlättar vardagslivet för personer med funktionsnedsättning.
- Produkter och IKT-tjänster som erhålls genom bostadsanpassningsbidrag.
- Produkter och IKT-tjänster som erhålls genom kommunalt biståndsbeslut.
- Hjälpmedel, produkter och IKT-tjänster för personer med funktionsnedsättning i skola och utbildning.
- Hjälpmedel, produkter och IKT-tjänster för personer med funktionsnedsättning i arbete och sysselsättning.
- Produkter och IKT-tjänster som stödjer personal som arbetar med personer med funktionsnedsättning.
- Produkter och IKT-tjänster som stödjer anhöriga till personer med funktionsnedsättning.

Begreppet välfärdsteknologi har bland annat använts i svenska Hjälpmedelsinstitutets rapport Välfärdsteknologi inom äldreomsorgen  och i Norges offentliga utredning 2011:11 
Begreppet välfärdsteknologi kan också användas i vidare mening och innefatta all teknik som på ett eller annat sätt förbättrar livet för dem som är i behov av den.
För exempelvis människor med funktionsnedsättning kan välfärdsteknologi innebära möjligheten att på lika villkor delta i ett demokratiskt samhälle, utöva frilufts- och fritidsintressen eller framföra fordon av olika slag.

## Exempel på välfärdsteknologi
Den enskilde kan ansöka om bistånd för digitala verktyg enligt socialtjänstlagen och viss teknik kan föreskrivas från hälso- och sjukvården, om det anses vara ett hjälpmedel.
Välfärdsteknologi som kan bidra till ökad trygghet är till exempel användning av  trygghetslarm, mobiltelefon, mobila larm med GPS-funktion, bildporttelefon och webbkamera för tillsyn.
Välfärdsteknologi som kan bidra till ökad aktivitet och delaktighet i samhället kan vara användning av rollator, eldriven rullstol, hörapparat, synhjälpmedel, internettjänster, videokommunikation, teknikstöd för påminnelse och struktur i vardagslivet eller olika lösningar för att stimulera till fysisk aktivitet exempelvis genom musik.
Välfärdsteknologi som kan stärka personer med funktionsnedsättning till ett självständigare liv kan vara användning av förflyttningshjälpmedel, kognitiva hjälpmedel som till exempel medicinpåminnare, produkter för fjärrstyrning av till exempel TV, belysning och dörrautomatik. Det kan också vara användning av IKT-tjänster och produkter som underlättar inköp, bankärenden och kontakter med myndigheter. 
Höj- och sänkbara toaletter kan förbättra självständigheten för äldre och personer med nedsatt rörelseförmåga. De används både i hemmiljö och på vårdboenden för att minska belastningen på vårdpersonal..
Välfärdsteknologi som kan vara stöd till anhöriga kan vara användning av IKT-tjänster som stödjer kommunikation med andra anhöriga eller vård- och omsorgspersonal. Det kan även vara användning av personlyftar, hjälpmotor till manuell rullstol och  passagelarm.
Välfärdsteknologi kan vara mobilapplikationer, skapade i syfte att stödja människor i sin vardag, såsom exempelvis hjälpmedel för hörselskadade och synsvaga. Appar med piktogram kan hjälpa människor med kognitiva funktionsnedsättningar i sin kommunikation.
Välfärdsteknologi som kan bidra till bättre tillgänglighet, resursutnyttjande och kvalitet för personal som arbetar med personer med funktionsnedsättning kan vara användning av dörrautomatik till hiss och entrédörrar, digitala lås, interaktiva skrivtavlor, digitala pennor och applikationer till smartphones.

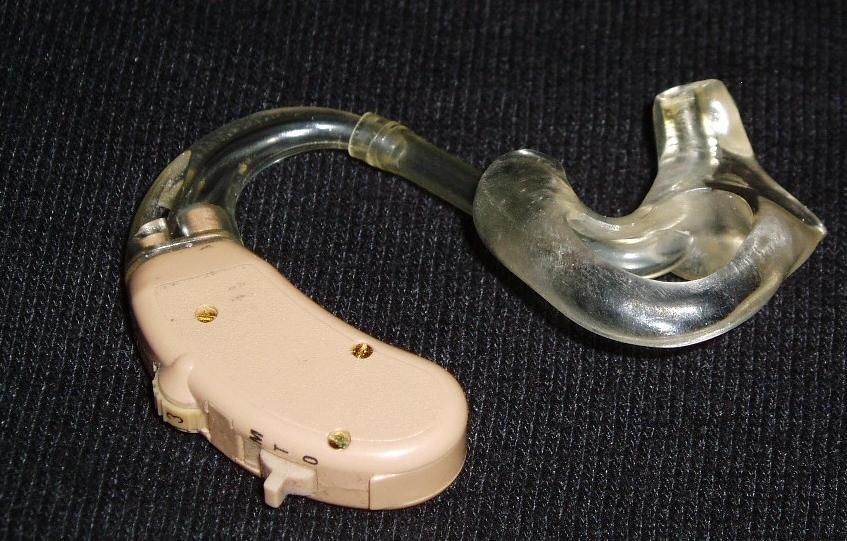
Hörapparat
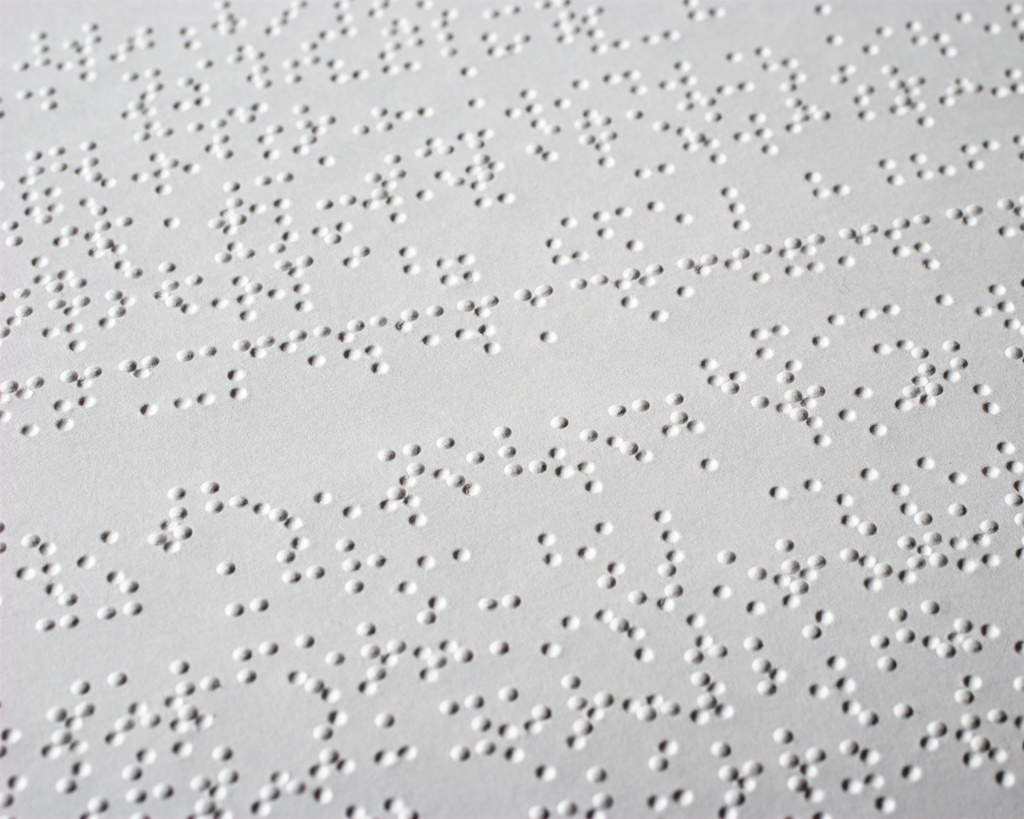
Blindskrift
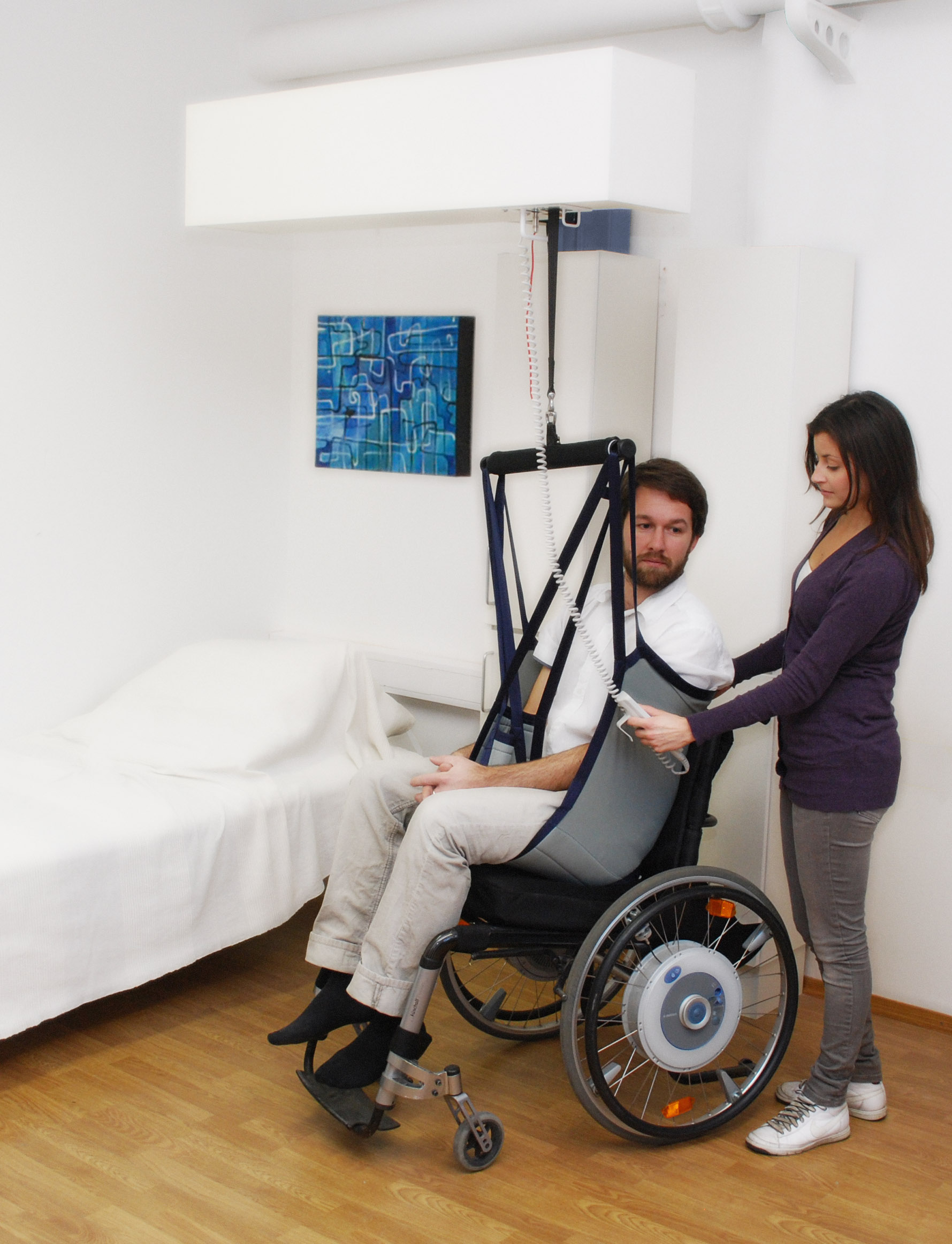
Patientlyft